# Handful of Rain
Albums de Savatage
Edge of Thorns
(1993) Dead Winter Dead
(1995)
Handful of Rain est le 8e album studio du groupe Savatage sorti en 1994.

## Liste des titres
Toutes les pistes par Jon Oliva, sauf indication.
1. "Taunting Cobras" – 3:21
2. "Handful of Rain" – 5:25
3. "Chance" – 7:50 – (J. Oliva / P. O'Neill)
4. "Stare into the Sun" – 4:43 – (J. Oliva / P. O'Neill)
5. "Castles Burning" – 4:39
6. "Visions" (Instrumental) – 1:25 – (J. Oliva / C. Oliva)
7. "Watching You Fall" – 5:20
8. "Nothing's Going On" – 4:09
9. "Symmetry" – 5:04 – (J. Oliva / P. O'Neill)
10. "Alone You Breathe" – 7:30 – (J. Oliva / P. O'Neill)

### Réédition 1997
1. "Somewhere in Time/Alone You Breathe (Acoustique)" - 4:38

### Réédition 2002
1. "Chance (Radio Edit)" - 4:50
2. "Alone You Breathe (Acoustique)" - 4:38

## Composition du groupe
- Zak Stevens - chants
- Alex Skolnick - guitare
- Johnny Lee Middleton - basse
- Steve Wacholz - batterie